# Oviedo
Oviedo (španščina [oˈβjeðo]; astursko Uviéu [uˈβjeʊ]) je glavno mesto kneževine Asturije na severu Španije in upravno in trgovsko središče province. To je tudi ime občine, ki vsebuje mesto z okoli 220.000 prebivalci. Oviedo je približno 24 km jugozahodno od Gijóna in 23 km južno od Avilésa, oba ležita ob obali Biskajskega zaliva. Bližina Ovieda do oceana, ki je manj kot 30 kilometrov, v kombinaciji z dvignjenim položajem z območji mesta, ki so več kot 300 metrov nad morjem, povzroča, da ima mesto morsko podnebje, čeprav ni na sami obali.

## Zgodovina
Astursko kraljestvo se je začela leta 720 z vstajo vizigotskega aristokrata Pelagija (685–737) proti muslimanom, ki so takrat zasedli večino Iberskega polotoka. Mavrska invazija, ki se je začela leta 711, je prevzela nadzor nad večino polotoka, vse do upora Pelagija v severnih gorah. Nastalo kraljestvo Asturija, ki je bila v ekonomsko revni regiji Iberija, so muslimani v veliki meri ignorirali. Leta 720 je bilo območje, kjer je zdaj Oviedo, še vedno nenaseljeno.
Rečeno je, da sta dva meniha, Máximo in Fromestano (latinsko Maximus et Fromestanus), ustanovila mesto leta 761. To naselje naj bi kmalu zaključili z izgradnjo majhne cerkve, posvečene svetemu Vincentu iz Zaragoze. Oviedo je bil ustanovljen na nenaseljenem pobočju, brez vizigotskih ali rimskih temeljev, preden je postal astursko mesto. Po Pelagiju, ki je umrl leta 737, je Alfonz I. Asturski (739–57) ustanovil rodbino, ki je vladala do leta 1037. Astursko kraljestvo je bilo sovražno z južno mavrsko Španijo. Leta 794 je Oviedo opustošil in oropal kalif Hisham I. Cordobski v eni izmed svojih številnih kampanj proti krščanskim kraljestvom.
Kralj Alfonz I. naj bi »vzpostavil celoten red Gotov, kakršen je bil v Toledu, toliko v cerkvi kot v palači«. Namen z Oviedom je bil oblikovati mesto podobno kot pri Vizigotskem Toledu. Ko so se kralji naselili v Oviedu, so prevzeli kar največ arhitekturnega sloga in podob Toleda. Tudi s tem v mislih Oviedo ni bil nujno podoben stari vizigotski prestolnici. Namesto tega cerkve in zgradbe Ovieda sledijo pozni provincialni rimski tradiciji. Ker je bila Asturija v tistem času kmetijsko revno območje Španije, je obseg stavb precej impresiven.
Bogata arhitekturna tradicija Ovieda se je začela s kraljem Fruelom I. (757–768). Asturski kralj Fruela I., četrti med asturskimi monarhi, je bil prvi odločen promotor mesta, kar lahko priča njegova gradnja palače in bližnje cerkve. To cerkev je kasneje obnovil Alfonz II. Oviedo dolguje poznejšemu kralju Alfonzu II. ustanovitev kot glavno mesto in vladajoči sedež zaradi selitve dvora iz Pravije in oblikovanja romarske poti v Santiago de Compostela, pomembnega dogodka v zgodovini Ovieda, cerkev posvečena Odrešeniku, stolnica San Salvador in kraljeva palača so tvorili jedro Ovieda. V času vladavine Alfonza II. je bila zgrajena tudi cerkev San Julian de los Prados, ki je ena najbolje ohranjenih asturskih cerkva. Naslednik Alfonza II., Ramiro I. (842–850), je nadaljeval gradnjo. Zgradil je dve stavbi, cerkev Santa Maria del Naranco in San Miguel de Lillo. Cerkev Santa Maria de Naranco je bila prvotno palača Ramira I., kasneje pa se je spremenila v cerkev. Do takrat je bil dvor osredotočen na Oviedo, ki je bil glavna kraljeva rezidenca. Ta dvor so nadzorovali pripadniki asturskega plemstva.
Osemletni mandat Ramira I. (842–850) je bil neprijeten, soočil se je z upori grofov v palači. Prvi upor proti Ramiru I. je vodil Alroitus, drugi upor pa Piniolus. Oba upora sta bila neuspešna pri odstranitvi Ramira I. Ti upori so bili, ker je morda Ramiro I. svojo palačo zgradil v gorah, ki obdajajo Oviedo, verjetno stran od nasilja. V 9. stoletju je bilo v Oviedu običajno lastninsko pravo v rimskem slogu. Dokumenti iz 9. stoletja kažejo tudi na majhne aristokracije po vsem kraljestvu, pa tudi na veliko prisotnost posestnikov kmetov.
Po vladavini Ramira I. je na oblast prišel Ordoño I. (850–866) kot dedič asturskega kralja po očetu in sinu. Ordoño I. je bil prvi kralj, ki se je razširil proti jugu na arabsko ozemlje. 27. maja 866 po smrti Ordona I. so poskušali prevzeti prestol uzurpatorji. Naslednji kralj Alfonz III. (866–910), ki je bil takrat star trinajst let, se je zatekel v Kastilijo, dokler njegovi privrženci niso ubili uzurpatorja.
Prispevki Alfonza III. pri gradnji stavb niso tako dobro dokumentirani kot prispevki Ramira I. ali Alfonza II. Kronika Alfonza III. niti kronika Albelda ne omenja nobene stavbe, ki bi jo ustvaril,. Leta 882 so truplo kordobskega mučenika Evlogija poslali v Oviedo. To je pomenilo diplomatsko darilo emirja Mohameda I. (852–886). Evlogija so usmrtili leta 859. Telo je verjetno spremljala Eulogijeva knjižna zbirka. V 16. stoletju so v knjižnici stolnice v Oviedu odkrili edini rokopis Eulogijevih spisov. Tu so ga enkrat kopirali, preden je popolnoma izginil iz knjižnice. Po ofenzivi leta 881 proti omajadski vojski se je Alfsonz III. vrnil v Oviedo, da bi obnovil cerkve. Takrat je zgradil eno ali več palač. Kronika Albelda in kronika Sampira vežeta zmage Alfonza III. v bitki z njegovim programom gradnje cerkve v Oviedu. Leta 908 je Alfonz III. naročil križ iz zlata in draguljev, ki naj bi vseboval križ, ki ga je nosil Pelagij I. v Covadongi. Ta "križ zmage" je v Camara Sancta v stolnici v Oviedu. Vendar pa nedavna analiza lesenega križa s carbon14 kaže, da ni bil starejši od zlatega ohišja, ki je bilo narejeno za obdajanje križa. Naročilo ohišja nam pokaže interes Alfonza III. za ohranitev legende o Pelagiju I.
Proti koncu vladavine se je Alfonz III. soočil s številnimi izzivi. Leta 901 je prerok po imenu Alhaman vodil "veliko vojsko muslimanov" in poskušal zavzeti Zamoro. Da bi k temu dodali, se je Alfonzov brat Vermudo uprl v Astorgi. Njegovi sinovi so izvedli več poskusov in ga strmoglavili; umrl je v Zamoru. Njegovo telo so odpeljali v Oviedo na pokop.
Selitev kraljevega dvora v León, po smrti Alfonza III., 'Velikega', povezuje življenje mesta z relikvijami, shranjenimi v stolnici in mimohodom romarjev, ki obiščejo El Salvador in nadaljujejo pot do Santiago de Compostela. Kralji so po spremembi vse manj časa preživeli v Oviedu in več časa na bogatih ravnicah reke Duero. León je bil zgrajen po tem ko je postal glavno mesto in je sčasoma gradbeno presegel Oviedo.
V 12. stoletju je številne kraljeve listine izdelal škof Pelayo de Oviedo, el fabulador ("pravljičar"). Ker je bilo v Kraljevini Asturiji malo pregledov notranjega knjigovodstva, so bile takšne akcije v kraljestvu običajne. Ko so izvirni dokumenti zbledeli, so jih prepisali na kartuše in pogosto s spremembami, ki so ustrezale potrebam tistih, ki so dokumente kopirali. Najbolj očiten primer je v Liber Testamentorumu, ki ga je leta 1109. sestavil škof Pelayo de Oviedo. Ta dokument je vseboval številne potrditvene in lastninske pravice stolnice Oviedo s strani asturskih in leonskih kraljev. Škof Pelayo je imel za tem namen poskušati pridobiti neodvisnost svojega sedeža od nadškofa Toleda ali Santiaga, pa tudi promovirati Oviedo kot romarsko destinacijo. Po besedah Sáncheza-Albornoza je »On (škof Pelayo) vedno, vedno, vedno ponareja«. Domneva se, da škof Pelayo nikoli ni storil ponaredka za svojo korist, ampak predvsem za promocijo cerkve Oviedo.
Naslednja stoletja (12. – 16.) so bila priča razvoju srednjeveškega mesta, katerega obrisi so ohranjeni še danes, gradnji mestnega obzidja, uničujočem požaru, ki je nastal na božični večer leta 1521 in akvadukta Los Pilares, zgrajenega za oskrbo mesta z vodo v 16. stoletju.
Ustanovitev Umetniške šole (Univerza v Oviedu) Fernanda de Valdésa Salasa v začetku 17. stoletja je Oviedo odprla postopni urbani širitvi. Nadaljnji zagon je bilo v 18. stoletju regionalno plemstvo in gradnja izjemnih palač; v 19. stoletju z industrijsko rastjo in primestnim razvojem ulice Uría in nazadnje v 20. stoletju z upravnim in komercialnim razvojem.
Oktobra 1934 je prišlo do levičarskega upora proti konservativni vladi s sedežem v več mestih. V Asturiji so se boji razvili v majhno, kratkotrajno državljansko vojno: stavka asturskih rudarjev leta 1934. 50.000 delavcev, večinoma rudarjev, se je oborožilo z dinamitom in po težkih bojih zavzelo Oviedo. Nadzirali so arzenal s 30.000 puškami in mitraljezi. Načelnik generalštaba vojske, general Francisco Franco, je poslal vojake, ki so premagali upornike po hudih uličnih bojih, v katerih je bilo ubitih 3000 upornikov in 7000 ranjenih. Stolnica je bila močno poškodovana, kapelo iz osmega stoletja pa so razstreli. Po tem je krožilo veliko lažnih zgodb.
Obleganje Ovieda leta 1936 je bil nepozaben dogodek v španski državljanski vojni. Vojaški garnizon se je povečal v podporo nacionalističnemu državnem udaru in zdržal tri mesece obleganja improviziranih republikanskih sil do razbremenitve leta 1937.
- Santa María del Naranco (predromansko svetišče)
- San Julián de los Prados (predromansko svetišče)
- San Miguel de Lillo (predromansko svetišče)
- Stolnica San Salvador (ustanovljena leta 781), in kip La Regenta
- Cerkev San Isidoro El Real
- Samostan San Pelayo
- Stavba ob Plaza de La Escandalera

## Geografija
Oviedo je v središču Asturije med rekama Nalón in Nora. Na severu ležita občini Las Regueras in Llanera, na jugu Mieres in Ribera de Arriba, na vzhodu Siero in Langreo ter na zahodu Grado in Santo Adriano. Nadmorska višina Ovieda je med 80 in 709 metri. Mesto pred močnim vetrom ščitijo Monte Naranco na severu in Sierra del Aramo na jugu. Središče mesta je precej hribovito.

### Podnebje
Podnebje Ovieda je zmerno oceansko (Cfb v Köppnovi podnebni klasifikaciji). Podnebje je zelo podobno sosednjemu mestu Gijónu, majhna nihanja so le zaradi višje nadmorske višine in lokacije v notranjosti. Najtoplejši mesec v Oviedu je avgust s povprečno najvišjo vrednostjo 23,3 ° C. Središče mesta je na nižji nadmorski višini od vremenske postaje, zato je vse leto nekoliko milejše. Zaradi obmorskega položaja so zime veliko milejše kot v celinski Španiji, na primer v prestolnici Madrida, vendar so poletja seveda precej manj vroča kot v notranjosti. Poleti obstaja rahla tendenca sušenja, čeprav veliko manj pomembna kot na drugih območjih Španije.

## Gospodarstvo
Gospodarstvo je močno odvisno od storitvenega sektorja, saj je v središču mesta veliko poslovnih stavb. Status Ovieda kot upravnega središča province in avtonomne skupnosti podpira veliko število delovnih mest v javni upravi. Proizvodni sektor, ki ostaja pomemben v tem delu Španije, v samem Oviedu ni razširjen, vendar je pomembnejši v sosednjih občinah Siero in Llanera, ki ležita severno od mesta, med Oviedom in Gijonom.

## Arhitektura
Oviedo ima zelo bogato arhitekturno zgodovino z mnogimi stavbami iz zgodnjega srednjega veka. Mnogi gradbeni projekti so bili izvedeni v času vladavine Alfonza II. (791-842) in Ramira I. (842-850). Prispevki Alfonza III. niso tako dobro dokumentirani.
Alfonz II. je menda zgradil štiri cerkve, eno posvečeno Kristusu Odrešeniku, Blaženi Devici Mariji, svetem Tirzu ter svetima Julijanu in Bazilisu. O cerkvah, posvečenih Odrešeniku, Devici Mariji in svetem Tirzu, je malo sledi. Cerkev San Salvador, ki je bila posvečena Odrešeniku, je verjetno pod stolnico v Oviedu. Cerkev Santa Maria de la Corte, ki je bila posvečena Devici Mariji, je bila porušena leta 1702. Kar zadeva svetega Tirza, cerkev, posvečena njemu, danes obstaja kot cerkev San Tirso. Domneva se, da je Alfonz II. zgradil le steno in tri svetlobna okna, večina preostale cerkve je iz 14. stoletja. Najbolje ohranjena cerkev, zgrajena v času Alfonza II. je bila San Julian de los Prados.
Dve stavbi naj bi bili zgrajeni v času vladavine Ramira I., ena je bila cerkev posvečena Devici Mariji, druga pa palača. Ti sta bili zgrajeni tik pred Oviedom, na Monte Lignumu. Zdi se, da je bila cerkev Santa María del Naranco prvotno palača, kasneje pa je bila preurejena v cerkev. Cerkev ima v tistem času netipičen tloris drugih cerkva, verjetno zato, ker naj bi vseboval prestolno sobo za kralja. Druga cerkev, zgrajena v času Ramira I., je bila San Miguel de Lillo.
Kronika Albelde, eden od primarnih virov, ki so uporabljeni za ugotavljanje, kateri kralj je naročil katero stavbo, sega le do leta 883. Zaradi tega gradnje, ki so bile izvedene v času kralja Alfonza III., niso bile dokumentirane.
Sledi seznam pomembnih arhitekturnih znamenitosti v Oviedu:
- Stolnica San Salvador, je bila postavljena leta 1388 nad prejšnjo cerkvijo, ki je bila ustanovljena v 8. stoletju. Prvotno cerkev je zgradil Fruela I. (757), nato pa jo je dokončal Alfonz II. (791-842). Stolp na južni strani cerkve je bil postavljen leta 1556. Severni stolp ni bil nikoli dokončan.[20]
- Cámara Santa de Oviedo. Izvira iz leta 802. Stoji znotraj stolnice, pritrjena na južni transept in je na Unescovem seznamu svetovne dediščine. V njej je relikviarij Arca Santa prtič iz Ovieda (Sudarium Ovieda). To je manjši prtič, prekrit s krvavimi madeži. Po verovanju številnih kristjanov gre za prtič, s katerim so pokrili Jezusovo glavo, ko je umiral na križu. To naj bi bil tudi prtič, ki je omenjen v Janezovem evangliju (Jn 20,7). Cámara Santa hrani številne krščanske zaklade: velik zmagoviti križ zmage Alfonza III., ki je bil izdelan za namestitev lesenega križa, ki ga je uporabljal prvi asturski kralj Pelayo. Leseni križ naj bi bil uporabljen pri asturski zmagi v bitki pri Covadongi leta 718. Sama Arca Sancta, ki je prekrita z okrašenimi srebrnimi ploščami, je naročil Alfonz VI. (1072–1109)
- Dvorana Santa María del Naranco, 9. stoletje. Relativno velik paviljon, del kompleksa palač, zgrajene za kralja Ramira I.
- San Miguel de Lillo (majhna cerkev), 9. stoletje.
- Bazilika San Julián de los Prados. To cerkev je prvotno zgradil Alfonz II. (791-842) in je ena najbolje ohranjenih asturskih cerkva. Cerkev ima fresko. Čeprav so poročali, da je bila postavljena v bližini palače, sledov take palače niso našli. Ideološko bi se zdelo, da je cerkev v nasprotju z verskimi podobami, ki se zdijo vzporedne z ikonoklastičnim gibanjem v Bizantinskem cesarstvu. Vendar pa v tem trenutku v Španiji ni krožila nobena dokumentacija o tem idealu, zato iz tega dejstva ni mogoče sklepati na astursko stališče do ikonoklazma.[21]
- La Foncalada, vodnjak iz 9. stoletja. Je edino ohranjeno predromansko gradbeno delo v vsej Evropi.
- Univerza v Oviedu je bila ustanovljena leta 1574, vendar je bila odprta šele 21. septembra 1608, na praznik svetega Mateja. Financirana je bila iz oporoke nadškofa D. Fernanda Valdésa Salasa, ministra in splošnega inkvizitorja pod Karlom V., cesarjem Svetega Rimskega cesarstva in Filipom II.
- Mestna hiša (Casa Consistorial) iz leta 1662.
- Kapela La Balesquida (13. stoletje). Povezana je s krojaškim cehom Ovieda. Večkrat obnovljena v 17., 19. in 20. stoletju. Posvečena je Devici upanja.
- Hiša Llanes (18. stoletje). To je najboljša baročna fasada v celotni Asturiji.
- Hiša Deána Payarinosa (20. stoletje). Stavba v slogu Beaux Arts. Danes je v njej konservatorij Eduardo Martínez Torner.
- Samostan San Vicente (8. stoletje). Trenutno je v njem Arheološki muzej Asturije.
- Samostanska cerkev Santo Domingo, Oviedo (16. stoletje). Eno od samostanskih naselij zunaj mestnega obzidja. Prvotna stavba je leta 1934 pogorela, po državljanski vojni pa je bila močno obnovljena.
- Tržnica El Fontán (17.-18. stoletje). Preprost, a precej monumentalen kompleks; portiki proti trgu iz 18. stoletja, na katerem je bila zelenjavna tržnica. Postala je žrtev špekulativnih manevrov. Pustilo se je, da se je poslabšala; trdili so, da je ni mogoče popraviti, nato pa so lo leta 1998 podrli in obnovili z vsemi sodobnimi dobrinami, vendar so se njena prvotna razmerja radikalno spremenila; prvotni kompleks je bil precej nižji od sodobne zamenjave.
- Casas del Cuitu, secesijska stavba v začetku 20. stoletja.
- Kongresna palača Oviedo (Palacio de Congresos de Oviedo), ki jo je projektiral Santiago Calatrava.
- Cerkev San Tirso ali cerkev svetega Tirsa je jugozahodno od glavne stolnice. Le vzhodni konec cerkve lahko izvira iz časa vladavine Alfonza II., preostali del cerkve pa je nastal v 14. stoletju. Trojno arkadno okno in vzhodna stena sta edina dela cerkve, narejena v začetku 9. stoletja.
- Palača Camposagrado, zgrajena v letih 1728 in 1744, ki združuje baročno in neoklasicistično arhitekturo. Trenutno je dom deželnega sodišča v Asturiji.[22]

## Trgi
- Plaza de la Escandalera je v središču mesta
- Plaza del Fontán je v starem delu mesta. Že stoletja se uporablja kot tržnica.
- Corrada del Obispo
- Plaza Porlier je ob stolnici v središču mesta.

## Kultura
Oviedo je navdihnil izmišljeno mesto Vetusta v La Regenti Leopolda Alasa. Mesto je navdihnilo tudi druge španske pisatelje, med drugim Ramón Pérez de Ayala v Tigre Juan in Dolores Medio v njenem romanu Nosotros los Rivero.
Oviedo je bil vidno prikazan v filmu Woodyja Allena Vicky Cristina Barcelona.

### Muzeji v Oviedu:
- Arheološki muzej Asturije
- Asturski muzej lepih umetnosti
- Camara Santa v stolnici ima Arca Santa in Sudarium Ovieda
- Škofijski muzej
- Tabularium Artis Asturiensis
- Center za recepcijo in razumevanje predromanske umetnosti
- (prihodnji) Muzej vojaške tehnologije in industrije

### Druge kulturne ustanove:
- gledališče Campoamor
- gledališče Filarmónica
- Kongresna palača Oviedo (Palacio de Congresos de Oviedo)
  - Avditorij princa Felipeja
  - Kongresna palača princese Letizie
- Orquesta Sinfonica del Principado de Asturias je prvi simfonični orkester v avtonomni skupnosti kneževine Asturije. Ta stalni simfonični orkester izvaja široko paleto klasičnega repertoarja s solisti in dirigenti svetovnega razreda. Sedež ima v Auditorio Principe Felipe v Oviedu, redno pa nastopa tudi na glavnih koncertnih prizoriščih v Gijónu in Avilésu. Mednarodno je priznan kot eden najboljših orkestrov v Španiji, zavezan pa je tudi pustolovskemu programiranju z močnim poudarkom na izobraževanju in partnerskih odnosih v skupnosti.

Oviedo gosti tudi letno nagrado  Princess of Asturias Awards (prej imenovano Prince of Asturias Awards). Ta prestižni dogodek v mestnem gledališču Campoamor priznava mednarodne dosežke v osmih različnih kategorijah. Prejšnji nagrajenci v kategoriji umetnosti so Oscar Niemeyer, Bob Dylan in Francis Ford Coppola; Nelson Mandela, Mednarodna vesoljska postaja in Al Gore v kategoriji Mednarodno sodelovanje; in Mario Bunge, CNN in Quino v kategoriji Komunikacije in humanistika.
Mednarodni kampus Univerze Oviedo privablja številne tuje znanstvenike z vsega sveta.
Mesto daje svoje ime Sudariju iz Ovieda (špansko Santo Sudario de Oviedo, znan tudi kot Pokrov iz Ovieda (špansko pañolón de Oviedo), verski relikviji , ki jo tam častijo od 9. stoletja. Predstavlja del krvave tkanine velikosti 84 x 53 cm, ki naj bi bila omotana okoli Jezusove glave po tem ko so ga sneli s križa na katerem je bil križan.
V Oviedu ima sedež Asturijska jezikovna akademija (Academia de la Llingua Asturiana), ki se ukvarja z normiranjem in ohrantivijo asturijskega jezika.

### Tipična gastronomija province:
- Fabada, fižolova enolončnica z izbranimi kosi svinjine itd.
- Callos, drobtinice
- Carne gobernada, (koščki mesa, pripravljeni z omako iz čebule, česna in belega vina)
- Chorizo a la sidra, (klobasa chorizo, pripravljena v jabolčniku)
- Paxarine, figure iz drobtin in jajc, obarvanih z žafranom
- Carbayones, tipično mandljevo pecivo iz Ovieda
- Sidra, fermentiran jabolčnik, tipična asturska pijača
- Arroz con leche, podoben riževemu pudingu
- Frixuelos, podoben palačinki

## Mednaroden povezave

### Pobratena mesta
Oviedo je pobraten z:
- Valparaíso, Čile, od 1976
- Bochum, Nemčija, od 1979
- Buenos Aires, Argentina, od 1983
- Veracruz, Mehika, od 1983
- Clermont-Ferrand, Francija, od 1988[25]
- Tampa, Florida (ZDA) od 1991[26]
- Santiago de Compostela, Španija, od 1993
- Santa Clara, Kuba, od 1995
- Jersey City, New Jersey (ZDA), od 1998
- Holon, Izrael, od 1999
- Zamora, Španija, od 9. oktobra 2001
- Torrevieja, Španija, od 2. januarja 2004
- Hangdžou, Kitajska, od 2006
- Valencia de Don Juan, Španija, od 2006
- Viseu, Portugalska, od 10. aprila 2007
- Maranello, Italija, od 28. aprila 2010